# Antodice tricolor
Antodice tricolor är en skalbaggsart som beskrevs av Martins och Maria Helena M. Galileo 1985. Antodice tricolor ingår i släktet Antodice och familjen långhorningar. Inga underarter finns listade i Catalogue of Life.